# Karl Blaho
Karl Blaho (* 15. Dezember 1910 in Wien, Österreich-Ungarn; † 10. März 1962) war ein österreichischer Boxer und Europameister im Leichtgewicht.

## Werdegang
Seinen ersten Profikampf gewann er am 29. November 1929 in Wien durch Punktesieg gegen Oskar Reppel. Austragungsort des Kampfes war der Zirkus Renz. Seine erste Niederlage erlitt er in seinem 16. Kampf im März 1931 in Berlin gegen den erfahrenen Deutschen Franz Dübbers, der bereits bei den Amateuren mehrfacher Deutscher Meister und Europameister geworden war. Weiters erreichte er ein Unentschieden gegen den Europameister Aldo Spoldi und gewann am 16. Juni 1933 die Österreichische Meisterschaft im Weltergewicht gegen Hans Fraberger, zudem konnte er den Titel zweimal gegen Hans Norbert verteidigen.
Trotz einer Punktniederlage gegen den Skandinavischen Meister Einar Aggerholm erhielt er am 5. Mai 1935 in Dortmund die Chance um den EBU-Titel im Weltergewicht, wurde jedoch in der fünften Runde vom deutschen Titelträger Gustav Eder ausgeknockt und erlitt damit die einzige vorzeitige Niederlage seiner Karriere.
Er gewann jedoch anschließend unter anderem gegen den Tschechischen Meister Egon Klumpler, den Französischen Meister Pierre Momont, den Deutschen Meister Willy Seisler sowie EM-Herausforderer Richard Stegemann und erkämpfte am 17. September 1937 den Österreichischen Meistertitel im Leichtgewicht gegen Franz Melkus. Am 10. August 1938 gewann er in Wien auch den Titel eines Deutschen Meisters im Leichtgewicht durch erneuten Sieg gegen Richard Stegemann und verteidigte ihn gegen Albert Esser, Karl Beck, Kurt Bielski und erneut Albert Esser, zudem gewann er in einem Nichttitelkampf gegen den Italienischen Meister Oberdan Romeo.
Daraufhin boxte er am 26. Oktober 1940 in Wien um den EBU-Titel im Leichtgewicht gegen Otello Abbruciati und gewann über 15 Runden einstimmig nach Punkten. Nach einer Titelverteidigung im Februar 1941 gegen den Dänen Carl Andersen, verlor er den Titel am 31. Mai 1941 durch Punktniederlage an Bruno Bisterzo.
Seinen letzten Kampf gewann er im Februar 1942 durch K. o. in der ersten Runde gegen den ehemaligen Deutschen Meister Fritz Reppel.
Nach seiner aktiven Karriere arbeitete er als Boxtrainer, starb 1962 und wurde am Sieveringer Friedhof (Gruppe 26, Reihe 3, Nummer 11) in Döbling beigesetzt.